# Городецкая культура
Городецкая культура (культура городищ рогожной керамики) — археологическая культура железного века (VII век до н. э. — II век н. э.), памятники которой находят на территории Пензенской, Рязанской, Нижегородской, Самарской, Саратовской, Тамбовской, Липецкой и Воронежской областей, а также Марий Эл, Мордовии и Чувашии. Тесно связана с дьяковской культурой, занимавшей более западные земли. Названа по городищу, раскопанному в 1898 году В. А. Городцовым около города Спасск-Рязанский.

## История
Городецкая культура развилась на основе культуры текстильной керамики и бондарихинской культуры на территории лесостепной зоны. Севернее неё (за р. Окой) располагались памятники родственной дьяковской культуры, происхождение которых также связано с культурой текстильной керамики, но бондарихинские племена в её формировании участия, видимо, не принимали. Есть основание полагать, что древнейшие памятники городецкой культуры располагались в бассейне р. Дон, где известно более сотни неукреплённых городецких селищ и только 15 городищ. Городища (укреплённые поселения) появляются несколько позже и их появление, некоторые исследователи, связывают с периодом «военной демократии», который наступает на территории лесной зоны в раннем железном веке. Строительство городищ объясняется тем, что возникает необходимость в защите стад домашнего скота, на который зарились завистливые соседи. Другим каким-то богатством они не располагали. На городищах практически не находят кладов, на ранних городецких памятниках находок металлических изделий очень мало, преобладают орудия из кости.
В VI—V вв. до н. э. городецкие племена были вытеснены скифами с большей части территории Подонья. Часть их перешла на Оку, другая — на территорию Саратовского Поволжья, откуда их впоследствии вытеснили сарматы. Финал носителей городецких древностей связан с формированием древнемордовских племён, в котором они несомненно приняли участие, поскольку древнейшие мордовские памятники появляются на городецкой территории. Но вопреки существующим точкам зрения, вряд ли их роль в этом процессе была главной, поскольку в древнемордовских могильниках до сих пор не найдено ни одного городецкого сосуда с текстильным орнаментом, а среди городецких памятников неизвестно ни одного могильника. Обряд погребения в землю городецкие племена не практиковали и он явно был заимствован у другого народа, представители которого появились в начале нашей эры на территории проживания городецких племён. Одни считают, что это были прикамские племена (пьяноборская культура), другие отводят эту роль сарматам, третьи полагают, что имело место миграция племён саргатской культуры.

## Культура
Население занималось охотой, рыболовством, бортничеством, скотоводством, подсобным мотыжным земледелием; поддерживало связи со скифами, племенами дьяковской культуры, с Прикамьем.
Культура представлена небольшими укреплёнными городищами, реже — открытыми сёлами, жертвенниками, могильники не известны. На поселениях открыты землянки, полуземлянки, наземные жилища. Керамика со следами рогожи и ткани, гладкая грубая, в позднейшее время — лощёная. Носители культуры знали металлургию железа, но металлических орудий у них было ещё очень мало. Гораздо шире использовались в обиходе изделия из кости, в том числе наконечники стрел и гарпунов.

## Этническая атрибуция
По мнению большинства исследователей, населением городецкой культуры были в основном волжские финны (предки мордвы и марийцев). Однако, что касается мордвы, данное предположение основано только на частичном совпадении территории распространения древнемордовских могильников и городецких памятников. Данная точка зрения утвердилась в 1930-х годах, когда в советской археологии господствовала теория автохтонного происхождения подавляющего большинства народов, заселявших в древности территорию современной России. Автохтонное происхождение мордвы было обосновано А. П. Смирновым, который отнёс к городецкой культуре и мордовские могильники III-V веков.
Носители городецкой культуры иногда отождествляются с тиссагетами Геродота.